# Station Blackpool South
Blackpool South is een spoorwegstation van National Rail in Blackpool in Engeland. Het station is eigendom van Network Rail en wordt beheerd door Northern Rail. 